# 于军 (遗传学家)
于军（1956年3月—），中国基因组学科学家，华大基因研究中心（中国科学院北京基因组研究所）的主要创始人之一，曾任中国科学院北京基因组研究所副所长。

## 个人简历
- 1956年，出生于辽宁盖州鲅鱼圈。
- 1963年——1969年，就读于辽宁省实验学校。
- 1969年——1974年，就读于辽宁省实验中学。
- 1974年——1978年，在阿鲁科尔沁旗上山下乡。
- 1978年——1983年，就读于吉林大学，获生物化学理学学士。
- 1984年——1990年，就读于美国纽约大学医学系，获生物医学科学博士学位。
- 1990年——1993年，任美国纽约大学泌尿系助理教授。
- 1993年——2000年，任美国华盛顿大学医学系基因组学中心高级研究员。
- 2000年——2002年，任美国华盛顿大学医学系基因组学中心高级研究科学家。
- 1998年，正式回国兼职工作，同杨焕明、汪建等人共同发起并创立了中国科学遗传研究所人类基因组中心。
- 1998年——2006年，任北京华大基因研究中心副主任
- 2000年，正式回国工作，在美国华盛顿大学兼职。
- 2003年——2012年，任中国科学院北京基因组研究所副所长。
- 现任中国科学院北京基因组研究所研究员。

## 主要贡献和荣誉
- 1983：CUSBEA奖学金
- 2002：国家自然科学基金委“杰出青年奖”（B类）
- 2002：中国科学院“百人计划”（海外杰出人才）
- 2002：香港求是科技基金会 “求是杰出科技成就奖”
- 2002：《科学美国人》杂志首届年度全球科研领袖
- 2003：中国科学院杰出科技成就奖
- 2012：发展中国家科学院农业科学奖